# Hoquet (musique)
Pour les articles homonymes, voir Hoquet (homonymie).
En musique, le hoquet, hoquetus en latin, est, comme le canon et le tuilage, une pratique rythmique devenue une technique de composition, principalement vocale mais aussi instrumentale, qui consiste à faire alterner une ligne mélodique par plusieurs voix, chacune tout au long de sa partie s'interrompant et reprenant à contretemps des autres. Si par exemple la mélodie est jouée par deux voix, la première fera entendre une note quand la seconde a un silence, et inversement. Ainsi chaque voix jouée seule paraîtrait hachée mais l'ensemble produit une sorte d'harmonie en désaccord. Nommé du substantif vulgaire de la myoclonie phrénoglottique, c'est le contraire du déploiement (en), qui fait entendre deux mélodies en une seule voix.
Forme précursive du contrepoint, on l'entend particulièrement au Moyen Âge tardif dans les polyphonies de l'Ars antiqua puis de l'Ars nova, mais aussi dans certaines musiques traditionnelles ainsi que dans les musiques funk. Le procédé a été réutilisé dans la musique contemporaine.

## Physiologie
La forme musicale du hoquet produit un effet auquel le cerveau se montre sensible en n'écoutant alternativement que dans un des deux hémisphères une des deux notes qui alternent, du moins quand celles ci le font à l'octave.

## Musique médiévale
Le hoquet apparaît dans la musique médiévale sous la forme de courts passages au sein des organa, conduits et motets à deux ou trois voix de l'école de Notre-Dame, qui ont été compilés dans un codex, le Magnus liber. Ce n'est que plus d'une décennie après la mort du maître Léonin, soit au milieu du XIIIe siècle, que le terme hoquet commence de désigner une pièce à part entière. Jean de Garlande, élève de feu Pérotin, tente de le théoriser dans le chapitre vingt six de son De Musica mensurabili. Une génération plus tard, vers 1260, Francon, en proposant dans son Ars cantus mensurabilis (en) une notation mesurée, rend possible de régler le rythme des silences d'une voix sur celui du chant d'une autre. Il ne faudra pas dix ans pour que l'Anonyme IV, autre clerc anglais, décrive le hoquet comme un « parisianisme », un « cas » de pause rythmée, alors que la tradition grégorienne transmise par les neumes est celle du plain-chant à la monodie continue et que la pause n'y avait été jusqu'alors que la marque de la fin du chant et non un silence au milieu de celui ci.
C'est dans un même mouvement créateur que commencent d'être distinguées les notes semibrèves des longues et des brèves. Le procédé consiste alors à décomposer les « maneries » en plusieurs voix, par exemple une voix pour les notes longues et une autre pour les brèves, puis à ajouter dans chacune les silences pour qu'elles alternent de manière responsoriale. La première voix chante une syllabe et s'interrompt, la seconde prenant le relais et ainsi de suite. C'est cette technique d'interpolation de silences, pour faire correspondre ce qui a été décomposé de ce qui n'était jusqu'alors qu'une monodie, qui est à l'origine du hoquet. Elle est appelée truncatio vocis. En l'appliquant, le compositeur veille à l'équilibre des contrastes en conservant à la teneur un cantus firmus quand les voix organales fleurissent en un cantus truncatus.

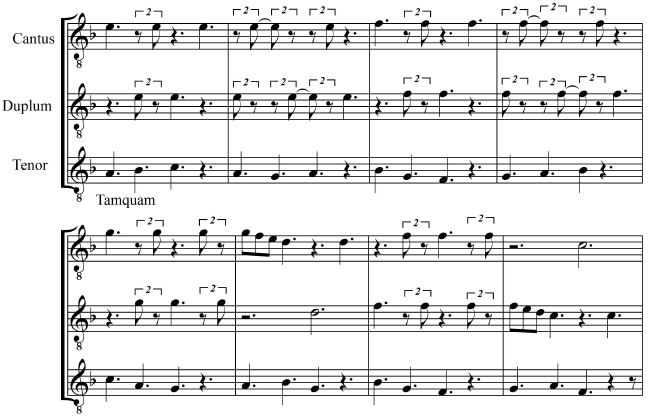
Transcription en notation moderne du début d'un Tamquam en hoquet à trois voix
composé à l'école de Notre-Dame durant la première moitié du XIII.
Les silences alternent sans faute entre le duplum et le triplum, plus rarement avec la teneur, qui sert de cantus firmus.

Dès les premières années du XIVe siècle, Walter Odington, théorisant la tradition de Sarum, décrit dans la sixième et dernière partie de son De Speculatione Musices la menue comme un tiers de semibrèves, et non une moitié, et de là les formes musicales les plus complexes, dont le rondeau, qui est un canon circulaire, tel le célèbre Sumer Is Icumen In, le tuilage et le « hoquetus contraduplex », un agencement de hoquets joués par deux ensembles. L'ars nova va sophistiquer la technique et même élaborer des compositions comme un jeu formel entièrement basé sur le hoquet. Les hoquets sont classés avec ou sans teneur, avec ou sans texte et certains recopiés dans le Chansonnier de Montpellier puis l'Hymnorum Liber de Bamberg. Au tronçonnement de la voix, les chanoines ajoutent le procédé de la transposition d'une mélodie depuis une manerie vers une autre. Les silences interpolés sont alors allongés ou raccourcis, accentuant l'impression de hoquettement. Par conséquent, les durées des notes initiales sont divisées en laissant des restes, comblés par des notes ou des silences de durées plus petites. Cette technique est appelée resecatio. Le résultat est appelé cantus abscissus mais reste difficile à noter voire à expliquer précisément. La performance demandée aux chantres s'en trouve souvent au-delà de leurs capacités.

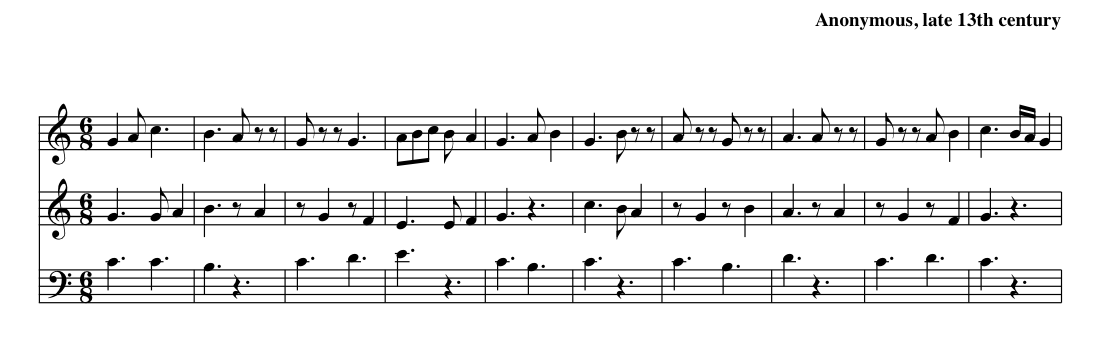
Fichier:In seculum.wav
Transcription en notation moderne de l'in seculum dit d'Amiens longum, hoquet anonyme de la fin du XIII.

Le hoquet sert dès lors le plus souvent à mettre en valeur le mélisme d'un amen concluant l'antienne ou bien au contraire la répétition isorythmique d'un motet. L'exemple le plus remarquable est le Hoquet David, que Guillaume de Machaut conçoit au milieu du XIVe siècle, alors que la mode du hoquet est passée, pour trois voix à partir d'un organum de Pérotin. Le chanoine champenois emploie de nouveau le hoquet dans la partie en motet du Gloria de sa Messe de Notre Dame. Il y a aussi une partie en hoquet dans l'anonyme Messe de Tournai.

La mode du hoquet provoque très tôt le rejet des esprits conservateurs, tels Jacques de Liège. Presque deux siècles plus tôt, en 1142, c'est-à-dire à la mort d'Abélard et au début du triomphe du moralisme grégorien, le cistercien Ælred de Rievaulx, fustigeant l'utilisation croissante de la musique à des fins de divertissement, se moquait déjà des ornements et du « ridicule d'un certain silence à menacer de presque interrompre la voix ». Dès 1320, la règle cistercienne « interdit les notes syncopées mais aussi les hoquets tout simplement parce que de telles choses tendent plus à la dissolution des mœurs qu'à la dévotion. ». En 1324, dans sa décrétale Docta Sanctorum, le pape Jean XXII condamne le procédé, ainsi que d'autres techniques musicales de l'Ars nova dénoncée comme une incitation à la lascivité et les considère comme non conformes à la pratique liturgique : 

« Ils chantent les mélodies d’Église avec des semi-brèves et des minimes, et brisent ces mélodies par des notes courtes. Ils coupent ces mélodies par des hoquets, ils se répandent en déchant, et vont même jusqu’à y ajouter des triples et des motets en langue vulgaire, de sorte que, perdant de vue les fondements de l’antiphonaire et du graduel, ils ignorent ce sur quoi ils bâtissent. »

Rejeté dans la musique profane, le hoquet, déjà chéri des goliards se livrant à des danses bruyantes, y sert souvent l'harmonie imitative, par exemple pour évoquer un barrissement ou une trompette. Il se répand tant dans l'Italie du Trecento qu'en France et anime les canons, chansons, chaces et ballades.

« A donc chanterai
Ai! Ai!
Et si troverai
Chansonettes, hokés
Et notes
novelles
Et si dancerai. »

— Trouvère anonyme cherchant l'inspiration dans la gestuelle du hoquet qu'est l'estampie.

À partir de la fin du XIVe siècle, le hoquet se complique de la forme rondeau, qui permet de construire l'échange des voix selon un schéma scénographique et dansant. Il devient un élément du figuralisme. Un sommet du raffinement est atteint, probablement vers 1385 en le principal centre de production musicale de l'époque qu'est la cour papale d'Avignon, avec le motet en hoquet à cinq voix de Mathieu de Saint-Jean intitulé Are post libamina. Un des derniers hoquets à être composé, peu avant que ne s'impose l'école bourguignonne puis que la Renaissance n'abandonne définitivement la musique modale, est le sanctus de Jehan Pycard conservé dans le Manuscrit Old Hall.

## Musique baroque

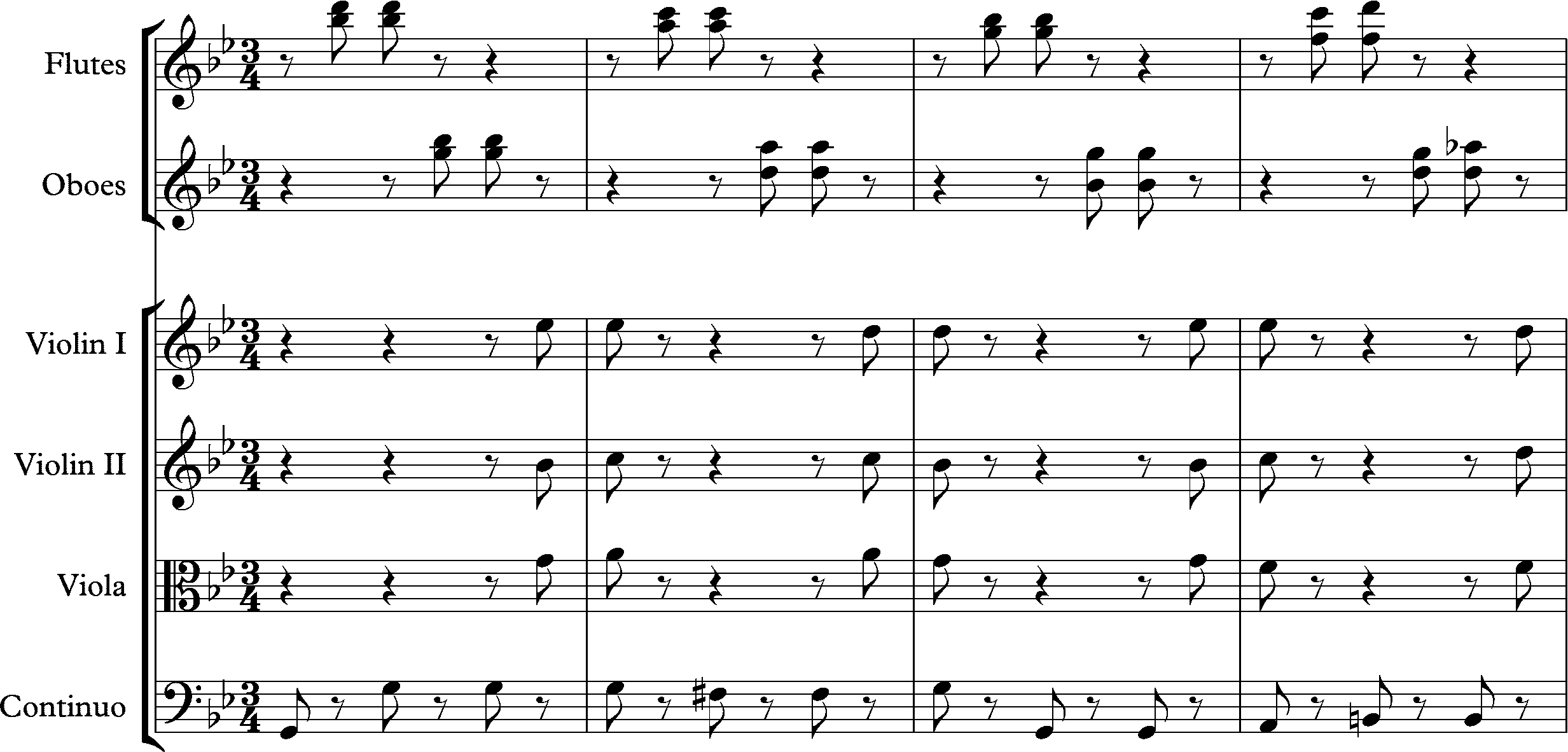
En 1726, dans le premier mouvement de sa Cantate pour le premier dimanche après la Trinité, Jean-Sébastien Bach s'essaie au hoquet à de nombreuses reprises, ici les premières mesures simplifiées, pour évoquer l'approche pleine de crainte et de naïveté du mystère.

Propre à développer la dynamique des timbres et à servir la polyrythmie, le hoquet n'a pas manqué d'être à l'occasion réutilisé par les compositeurs baroques, tel en 1741 Jan Dismas Zelenka pour le Kyrie de sa Missa Dei patris à trois voix, soli, chœur et orchestre. Produit de l'opéra comique, Ah ! vous dirai-je, maman, repris avant bien d'autres en 1781 par Mozart pour composer ses Douze variations en do majeur pour piano, est une forme monodique de hoquet imitant la parole hésitante d'un enfant. Pour exprimer les déchirements de l'âme, Franz Beck s'est curieusement souvenu du procédé dans les mesures neuf et dix du premier mouvement de son Stabat Mater pour soli, chœur et orchestre, qu'il crée à Paris les 25 et 26 avril 1783.

## Musique contemporaine
En 1892, Prélude à l'Après-midi d'un faune ose quelque chose qui ressemble à un hoquet symphonique, où la même mélodie est poursuivie successivement tantôt par la harpe et la flûte, tantôt par la flûte et le hautbois. Claude Debussy donne là un rôle inédit à la variation des nuances au travers d'une succession de timbres différents.

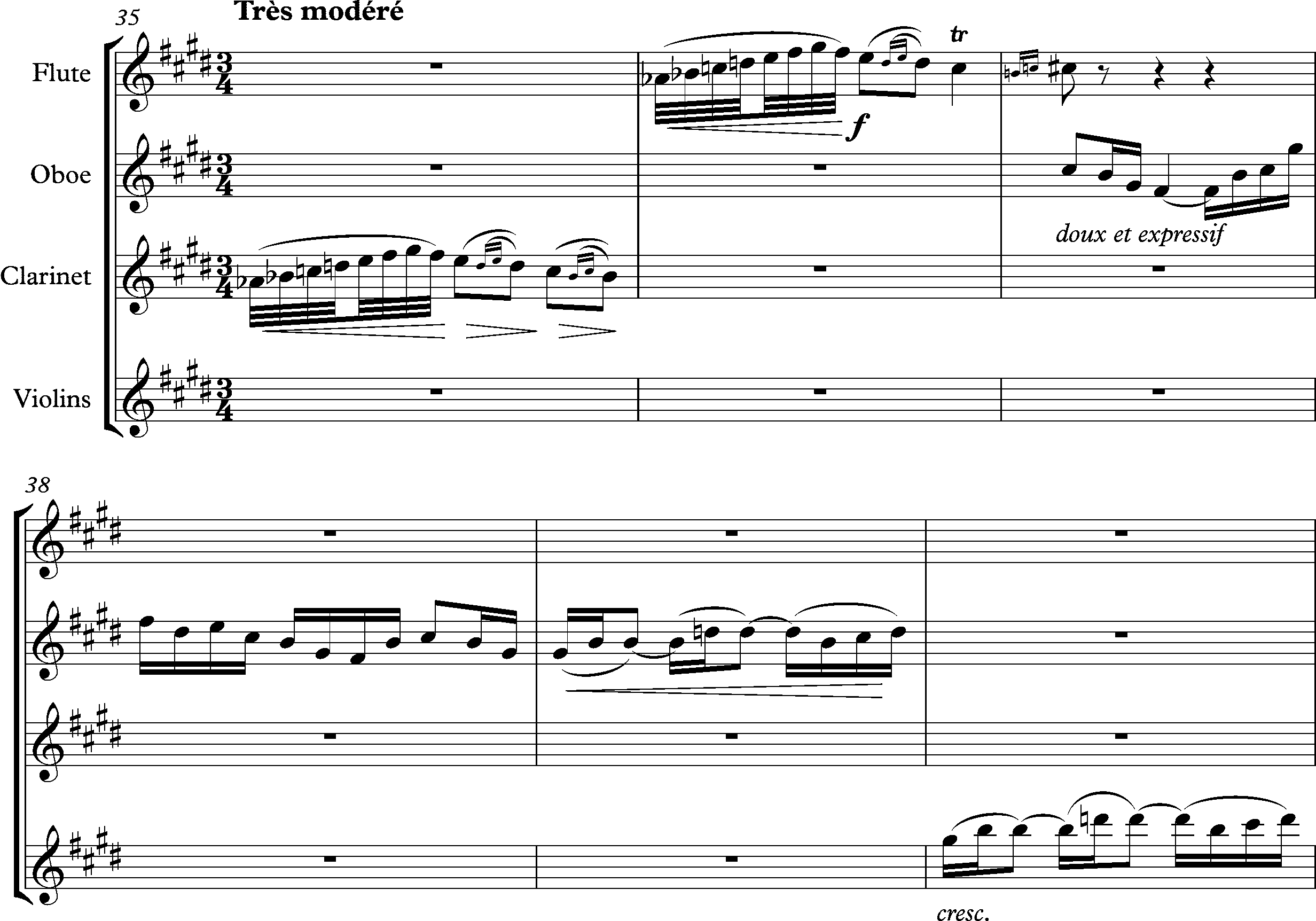
Mesures 35 à 40 du Prélude à l'Après-midi d'un faune de Claude Debussy.
Chaque instrument se tait quand un autre prend le relai.

En 1909, les Cinq pièces pour orchestre d'Arnold Schönberg, exaspère le procédé pour que la mélodie s'exprime dans le seul jeu de la variation des timbres. En 1911 dans son Traité de l'harmonie, le compositeur appelle à l'utiliser pour créer une « Klangfarbenmelodie ». Dès 1913, Anton Webern, en forme de réponse à son aîné, le reprend pour ses propres Cinq pièces pour orchestre. Cette manière de composer ce que Rameau appelait des résonances, les Klangs (en), au travers des ruptures de sonorités, appelées ici Farben, a été comparée à la peinture pointilliste et marque le premier pas vers l'invention du sérialisme.
C'est en revanche inspirés par l'École de Notre-Dame, que des compositeurs contemporains tels que Conlon Nancarrow, Steve Reich, Kevin Volans ou Osvaldas Balakauskas ont recours au hoquet. En 1955, Bohuslav Martinů l'utilise pour illustrer le combat entre Gilgamesh et Enkidu à la fin de la première partie de son Epic of Gilgamesh (en). Ont donné à une de leurs œuvres le titre de hoquet les compositeurs suivants.
- György Kurtág, Hoquetus pour deux pianos, in Játékok, vol. I., 1974.
- Louis Andriessen, Hoketus (en), 1975.

Pour deux quintettes hétérodoxes regroupant chacun une flûte de Pan, un saxophone ténor ad libitum, une guitare basse, un piano numérique, une conga.
- Sofia Goubaïdoulina, Quasi Hoquetus, 1985.

Pour alto, basson ou violoncelle et piano.
- Harrison Birtwistle, Les Hoquets du Gardien de la Lune, 1987.

Pour orchestre.
- György Ligeti, Concerto pour violon et orchestre, 1992.

La deuxième partie est expressément intitulée Aria, Hoquetus, Choral.
- Harrison Birtwistle derechef, Hoquetus Petrus, 1995.

Pour deux flûtes et trompette piccolo.
Plus récemment encore, le hoquet se retrouve dans les compositions pour orgue de Naji Hakim ou dans les tintinnabuli du minimaliste Arvo Pärt tel que le choral Which Was the Son of… .

## Musique populaire
Dans la musique populaire, le hoquet a été introduit avec la musique funk par Larry Graham puis James Brown, adeptes de spectaculaires syncopes. Il s'entend par la suite chez Robert Fripp et Adrian Belew. S'y sont essayés les groupes Dirty Projectors, Animal Collective, alt-J et King Gizzard & The Lizard Wizard.

## Musique traditionnelle
Dans la musique andine des sikus, le hocquet permet aux flûtistes, asphyxiés par l'altitude, d'économiser leur souffle alternativement. Ennio Morricone rend hommage à cette tradition dans No Escape, qui illustre le film Outrages.
La musique indonésienne pratique le hocquet sous le nom de kotekan (en) à Bali et d'imbal (en) à Java.
On le retrouve des deux côtés d'Hispaniola dans le rara qui anime les carnavals. En Afrique subsaharienne, il a été repéré dans les chants des peuples des marges, les Goumouz, les Pygmées et les divers peuples non bantous de l'Afrique australe, les San comme les Sandawé. D'une œuvre de ces derniers, Bill Summers, inspiré par l'ethnomusicologue Geneviève Taurelle, donne une illustration en introduction et en conclusion de l'album Head Hunters. Le hocquet caractérise en outre la musique bigwala qui accompagne les cérémonies de la monarchie Bousoga.

## Type voco-instrumental
Le hoquet voco-instrumental alterne des notes chantées et des notes jouées avec un instrument, généralement un aérophone. Il peut être réalisé en solo ou par une formation comportant plusieurs instruments du même type. Ce type de hoquet est pratiqué par exemple par les pygmées Aka ou les Ouldémé.

### Sources
1. ↑  Paolo Emilio Carapezza, « Fondamenti fisiologici dell' opposizione dei due principi costituzionali di construzione ediscorso nella musica medievale », in Musica popolare e musica d'arte nel tardo Medioevo, p. 247-252, Officina de Studi Medievali (it), Palerme, 1982.
2. ↑  An. IV, « quidam Parisienses », cité in E. de Coussemaker, Scriptores de musica medii aevi, vol. I, p. 350, A. Durand, Paris, 1864.
3. ↑  An. IV, « exemplum pausationis semibrevis », cité E. de Coussemaker, Scriptores de musica medii aevi, vol. I, p. 350, A. Durand, Paris, 1864.
4. ↑  Gérard Le Vot, Vocabulaire de la musique médiévale, p. 106.
5. ↑  Walter Odington, cité in H. Riemann, Geschichte der Musiktheorie im IX-XIX Jahrhundert, p. 198, Max Hesse, Berlin, 1920.
6. ↑  Matt., XXVI, 55.
7. ↑  Ms. Plut. 29.1 (en), f. 147v, Florence, ca. 1250.
8. ↑  Denis Harbison, « The Hocket Motets in the Old Corpus of the Montpellier Motet Manuscript », in Musica Disciplina, n° XXV, p. 99-112, American Institute of Musicology, Münster, 1971  (ISSN 0077-2461).
9. ↑  Marco Gurrieri, La Partition notée et la relation forme/usage dans la musique médiévale, université Rennes-II, Villejean, 5 octobre 2017.
10. ↑  An. V, trad. C. Matthew Balensuela, Ars Cantus Mensurabilis Mensurata Per Modos Iuris, p. 214, coll. Greek and Latin music theory, vol. 10, Presses de l'université du Nebraska, Lincoln, 1994  (ISBN 9780803212459).
11. ↑  W. Frobenius (de), Handwörterbuch des musikalischen Terminologie, p. 1 & 5, Steiner, Wiesbaden, 1988.
12. ↑  Jacobus de Montibus, « [...] si de hoketis loquimur duplicibus et contraduplicibus et aliis quibusdam mensuratis cantibus, brevis perfecta ita citam, secundum Antiquos, habet mensuram ut non bene vel leviter pro ea tres semibreves dici possunt. », cité in Roger Bragard, Jacobi Leodiensis Speculum musicae, vol. VII, p. 36, $ 5, American Institute of Musicology, Rome, 1973.
13. ↑  Cent Motets du XIIIe siècle, vol. I, p. 64-65, Paris, 1908.
14. ↑  Codex Bamberg
15. ↑  V. g. Bonbarde, Credo, in Ms. 16 bis, f. 29v-32, Apt, ca. 1395, cité in PMFC, vol. XXIII B, p. 237.
16. ↑  PMFC, vol. III, p. 65-67.
17. ↑  « [...] ac ridiculosa quadam vocis interceptione quasi minitari silentium, [...] », in Ælred, Speculum Charitatis, II, 23, cité in J.P. Migne, Patrologia Latina, vol. CXCV, p. 571, Le Petit Montrouge éd., Paris, 1855.
18. ↑  J. M. Canivez, Statuta capitulorum generalium ordinis cisterciencis, vol. III, p. 349, Revue d'histoire ecclésiastique, Louvain, 1936.
19. ↑  E. H. Sanders (en), « Hocket », in New Grove Dictionary of Music and Musicians, vol. VIII, p. 608, Macmillan, Londres, 1980.
20. ↑  Gérard Le Vot, Vocabulaire de la musique médiévale, p. 76.
21. ↑  « La musique polyphonique à la cour des papes au XIVe siècle. Une sociologie historique », in Bulletin du centre d'études médiévales d'Auxerre.
22. ↑  A. de la Halle, « Quant il hoquetent / Plus tost clapetent / Que frestel / Li damoisel [...] / Et quant il font le moulin / Ensamble tout quatre / Et au plastre batre / En hoquetant. », cité in Pierre-Yves Badel, Œuvres complètes, p. 202-205, Librairie générale française, Paris, 1995.
23. ↑  An., « Tres dous compains », cité in PMFC, vol. XX, p. 228-231.
24. ↑  G. Dufay, « Ad modum tubae », cité in H. Besseler (de) & D. Fallows, Opera omnia, vol. IV, p. 79-80, coll. CMM, American Institute of Musicology, Rome, 1948.
25. ↑  « Uchettus, hochettus », in S. Debenedetti (it), Il Sollazzo. Contributi alla storia della novella, della poesia musicale e del costume nel Trecento., p. 183-184, Fratelli Bocca, Turin, 1922.
26. ↑  Cité in Walter O. Streng-Renkonen, Les Estampies françaises, p. 41, Honoré Champion, Paris, 1930.
27. ↑  Roger Wibberley, « Ave virgo mater dei: Towards a Reconstruction », in Plainsong & Medieval Music, vol. IX, p. 41-49, CUB, Oxford, mars 2000  (ISSN 0961-1371).
28. ↑  J. de Lescurel, « Clos des murs, fermant a loquet, / En chantent .i. nouviau hoquet, / M'alai jouer. », cité in Nigel Wilkins, The Works of Jehan de Lescurel, p. 28, coll. CMM, vol. XXX, American Institute of Musicology, Rome, 1966.
29. ↑  W. Barclay Squire (en), « Notes on an Undescribed Collection of English 15th Century Music », in Sammelbände der Internationalen Musikgesellschaft, 2ème an., vol. III, p. 388-392, Breitkopf & Härtel, Leipzig, mai 1901.
30. ↑  Andrew Hughes & Margaret Bent, The Old Hall Manuscript, vol. I-II, p. 373, coll. CMM, American Institute of Musicology, Rome, 1969.
31. ↑  BWV 39. [vidéo] « Disponible », sur YouTube.
32. 1 2 3  Ph. Tagg, « Hocket », in Encyclopedia of Popular Music of the World, Blackwell, Oxford, 1993.
33. ↑  W. Müller-Blattau, « La musique sacrée entre Mannheim et Paris », in Coll., Franz Beck, un musicien des Lumières., p. 66, coll. Lumières, n° 2, Centre interdisciplinaire bordelais d'étude des Lumières, Bordeaux, 2004  (ISBN 9782867813375).
34. ↑  J. Samson, Music in Transition: A Study of Tonal Expansion and Atonality, 1900–1920., p. 195, Norton, New York, 1977  (ISBN 0-393-02193-9).
35. ↑  A. Schönberg, Harmonielehre, p. 475, Universal Edition, Vienne, 1911.
36. ↑  Enrique Alberto Arias, « Reflections from a Distant Mirror: Osvaldas Balakauskas' Requiem in memoriam Stasys Lozoraitis », in Lithuanian Quarterly Journal of Arts & Sciences (en), vol. XLIII/4, p. 5-25, Lituanus Foundation, Chicago, mars 1997  (ISSN 0024-5089).
37. ↑  Hope Alysia Davis, An Examination of Compositional Techniques in Selected Organ Solo Compositions of Naji Hakim - Doctorat en art musical, Université d'état de Louisiane, Baton Rouge, 1996.
38. ↑  Graham Central Station (en), Release Yourself (en), n° 56062, Warner Brothers, Burbank (Californie), 1974.
39. ↑  J. Brown, « Get On The Good Foot », « Get Up Offa That Thing », « Papa’s Got A Brand New Bag », Parc Chastain (en), Atlanta, 1978, in Cold Sweat, n° 305802, Hallmark Records (en), Londres, 1996.
40. ↑  Frances Michel Lopez, « Q&A : Dave Longstreth of Dirty Projectors sure does like Wikipedia », in Phoenix New Times (en), Phoenix, 19 octobre 2009.
41. ↑  John Miller Chernoff, African Rhythm and Sensibility, UCP, Chicago, 1979.
42. ↑  J. H. Kwabena Nketia, « The Hocket Technique in African Music », in Journal of the International Folk Music Council (en), n° XIV, p. 44–52, International Folk Music Council, Londres, 1962  (ISSN 0950-7922).
43. ↑  R. Gottlieb (en), « The Gumuz Tribe: Music of the Blue Nile Province », in Anthology of African Music, réf. D8072, réed. 1980.
44. ↑  J. H. Kwabena Nketia, The Music of Africa, Norton, New York, 1974  (ISBN 978-0-393-02177-6).
45. ↑  K. Malm (sv), Musik från Tanzania, Caprice (sv), Stockholm, 1974.
46. ↑  Simha Arom, dir. Nathalie Fernando, La Boîte à outils d'un ethnomusicologue, PUM, Montréal, 2007.

### En lien
- Mary E. Wolinski, « Medieval Hocket », in Paul Halsall, The Internet Medieval Sourcebook (en), Centre d'études médiévales de l'université Fordham, New York, 30 septembre 2003.